# Іґнатувка (Підляське воєводство)
Іґнатувка (пол. Ignatówka) — село в Польщі, у гміні Єленево Сувальського повіту Підляського воєводства.
Населення — 25 осіб (2011).
У 1975-1998 роках село належало до Сувальського воєводства.

## Демографія
Демографічна структура станом на 31 березня 2011 року:
|          | Загалом | Допрацездатний вік | Працездатний вік | Постпрацездатний вік |
| -------- | ------- | ------------------ | ---------------- | -------------------- |
| Чоловіки | 16      | 3                  | 11               | 2                    |
| Жінки    | 9       | 1                  | 5                | 3                    |
| Разом    | 25      | 4                  | 16               | 5                    |